# Joseph Gerhard Zuccarini
Joseph Gerhard Zuccarini (* 10. August 1797 in München; † 18. Februar 1848 ebenda) war ein bayrischer, deutscher Botaniker. Sein offizielles botanisches Autorenkürzel lautet „Zucc.“

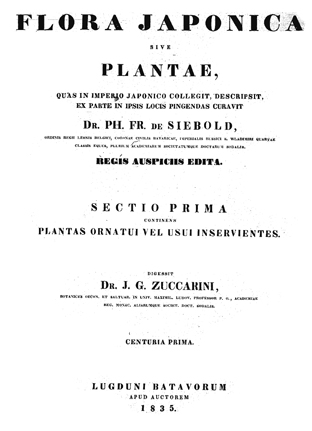
Titelseite der Flora japonica von Joseph Gerhard Zuccarini und Philipp Franz von Siebold

## Leben und Wirken
Zuccarini, Sohn des Theaterregisseurs Franz Anton Zuccarini und der Sängerin Katharina Zuccarini, begann nach dem Gymnasialabschluss 1813 am Münchner Gymnasium 1815 das Studium der Medizin an der Universität Erlangen, wo Christian Nees von Esenbeck sein Lehrer in Naturgeschichte war. Während seines Studiums in Erlangen wurde er Renonce der dortigen Landsmannschaft, 1817 Mitglied der Burschenschaft Teutonia und 1818 der Burschenschaft Arminia. 1819 kehrte er nach München zurück und arbeitete dort im Botanischen Garten bei Franz von Paula Schrank.
Zuccarini begann nach 1820 mit der systematischen Bearbeitung der brasilianischen Pflanzensammlungen von Carl Friedrich Philipp von Martius (vor allem der Cactaceae) sowie der von Philipp Franz von Siebold in Japan gesammelten Pflanzen.  1823 wurde er Adjunkt an der Bayerischen Akademie der Wissenschaften und Lehrer für Botanik am Königlichen Lyzeum, zudem erhielt er 1824 einen Lehrauftrag an der medizinisch-chirurgischen Lehranstalt in München. 1826 erhielt er einen Ruf als außerordentlicher Professor, 1835 als Ordinarius für Landwirtschaftliche Botanik und Forstbotanik an der Universität München. 1836 wurde er zugleich 2. Konservator am Botanischen Garten München.
Zuccarinis Leistung besteht daneben in seinen Erkenntnissen zur Systematik und geographischen Verbreitung von Pflanzen, die er mit seinen Studien an Pflanzensippen aus dem Alpen- und Voralpengebiet gewann.
Joseph Zuccarini starb 1848 im Alter von 50 Jahren in München.

## Grabstätte

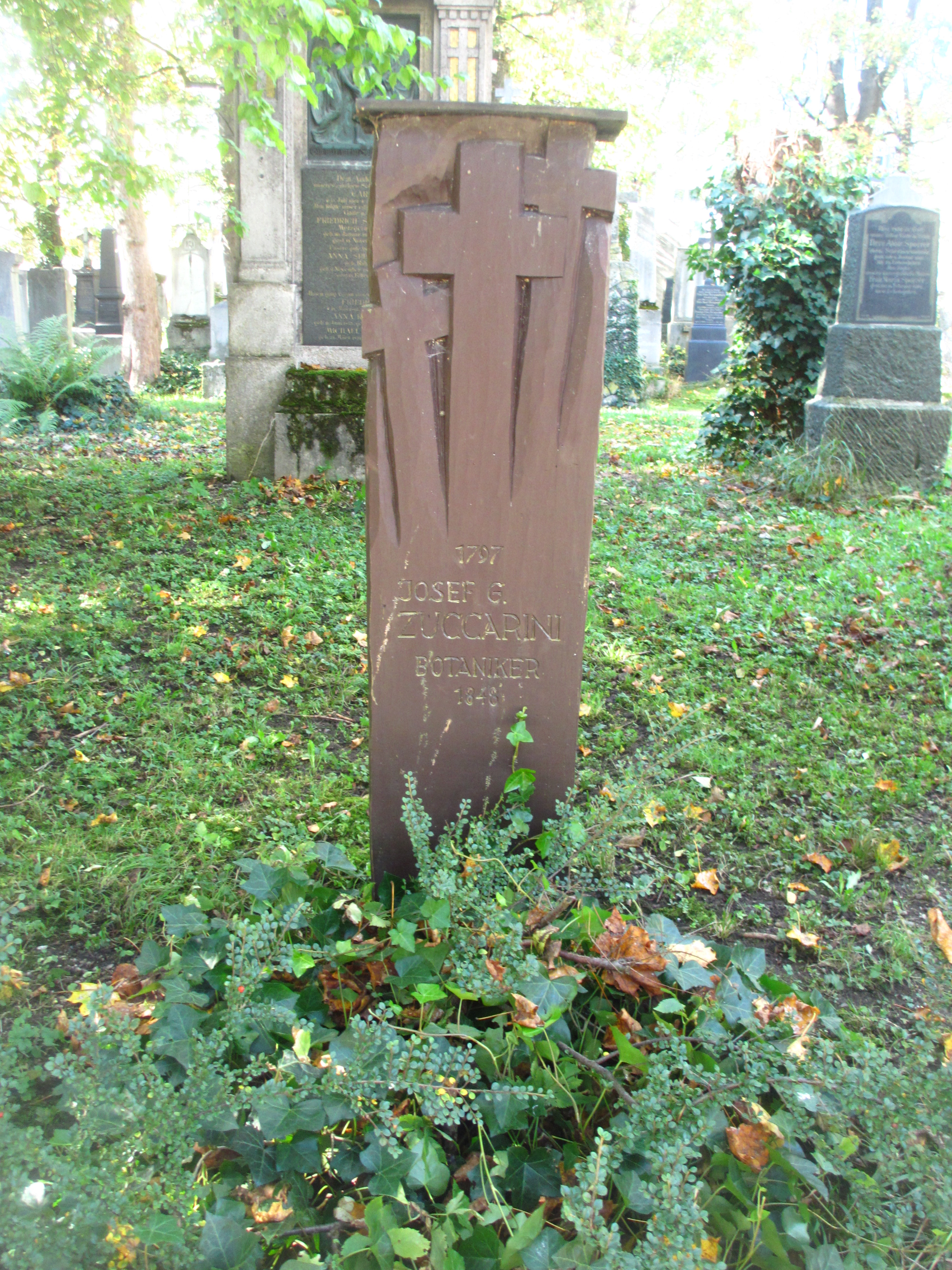
Grab von Joseph Zuccarini auf dem Alten Südlichen Friedhof in München

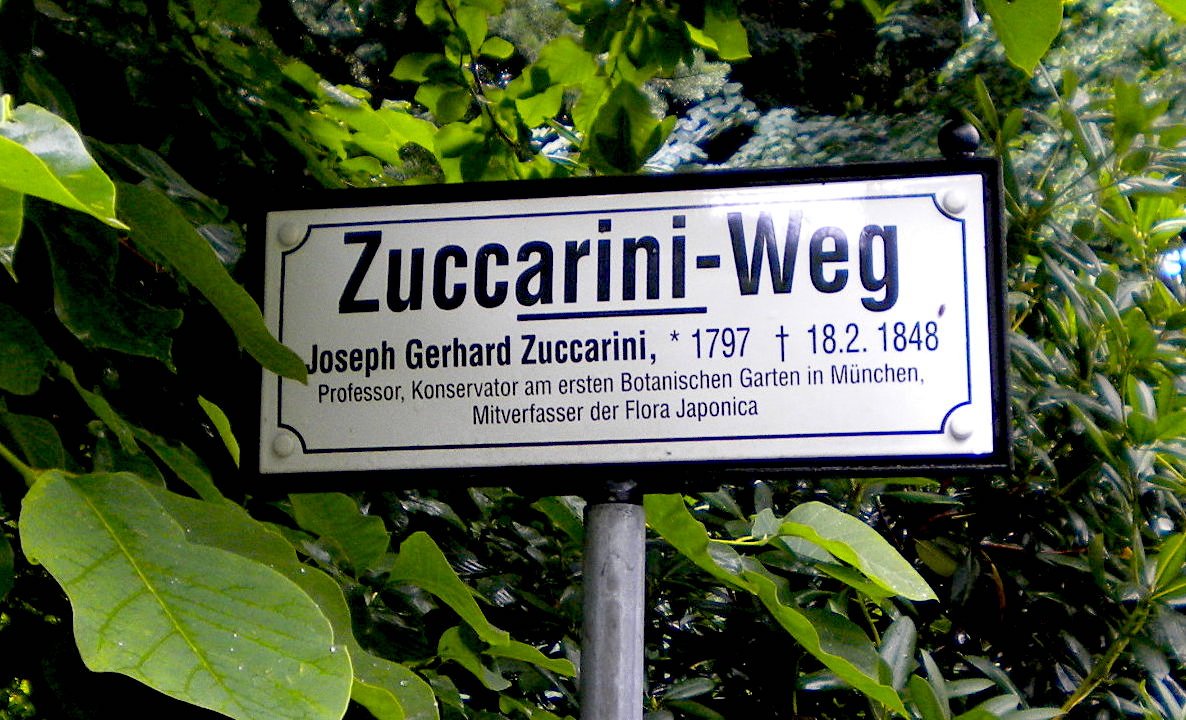
Der Zuccarini-Weg im Botanischen Garten in München Nymphenburg

Die Grabstätte von Joseph Zuccarini befindet sich auf dem Alten Südlichen Friedhof in München (Gräberfeld 1 – Reihe 1 – Platz 18) Standort.

## Ehrungen
1824 wurde Zuccarini Mitglied der Leopoldina. Sein akademischer Beiname lautete Vandelli. Die Bayerische Akademie der Wissenschaften ernannte ihn 1827 zum außerordentlichen Mitglied, 1839 wurde er ordentliches Mitglied dieser Gelehrtengesellschaft. Von 1837 bis 1844 war Zuccarini zudem Mitglied der Zwanglosen Gesellschaft München.
Die Pflanzengattung Zuccarinia Blume (1826, nom. cons.) aus der Familie der Rötegewächse (Rubiaceae) ist nach ihm benannt.
Im Botanischen Garten in München-Nymphenburg ehrt der Zuccarini-Weg das Wirken von Zuccarini für den Botanischen Garten.

## Schriften (Auswahl)
Bücher
- Monographie der amerikanischen Oxalis-Arten. [München] 1825 (Digitalisat).
- Charakteristik der deutschen Holzgewächse in blattlosem Zustand. 2 Hefte, München 1829–1831 (Digitalisat.)
- Flora der Gegend um München […] Erster Theil. Phanerogamen. Jos. Lindauer, München 1829 (Digitalisat).
- Über die Vegetationsgruppen in Bayern. Mattäus Pössenbacher, München 1833 (Digitalisat).
- Leichtfasslicher Unterricht in der Pflanzenkunde für den Bürger und Landmann und zum Gebrauche in Gewerbschulen. München 1834 (Digitalisat).
  - 2. Auflage als Johann Andreas Wagner (Hrsg.): Naturgeschichte des Pflanzenreichs. Band 2, Tobias Dannheimer, Kempten 1843 (Digitalisat).
- Flora Japonica sive Plantae quas in imperio Japonico collegit […]. 2 Bände, Leiden 1835–1870 (Band 1, Band 2)  – mit Philipp Franz von Siebold.
- Florae Japonicae familiae naturales, adjectis generum et specierum exemplis selectis. München 1845–1846 (Digitalisat)  – mit Philipp Franz von Siebold.
  - Florae Japonicae familiae naturales. Sectio prima. Plantae dicotyledoneae polypetalae. In: Abhandlungen der Mathematisch-Physikalischen Classe der königlich bayerischen Akademie der Wissenschaften. Band 4, Abteilung 2, München 1846, S. 111–204 (Digitalisat).
  - Florae Japonicae familiae naturales. Sectio altera. Plantae Dicotyledoneae (Gamopetalae, Monochlamydeae) et Monocotyledoneae. In: Abhandlungen der Mathematisch-Physikalischen Classe der königlich bayerischen Akademie der Wissenschaften. Band 4, Abteilung 3, München 1846, S. 125–240 (Digitalisat).

Zeitschriftenbeiträge
- Plantarum novarum vel minus cognitarum, quae in horto botanico herbarioque regio Monacensi servantur. 5 Teile, 1832–1846:
  - Fasciculus Primus. In: Abhandlungen der Mathematisch-Physikalischen Classe der Königlich Bayerischen Akademie der Wissenschaften. Band 1, München 1832, S. 287–396, Tafeln XII–XVII (Digitalisat).
  - Fasciculus Secundus. In: Abhandlungen der Mathematisch-Physikalischen Classe der Königlich Bayerischen Akademie der Wissenschaften. Band 2, München 1837, S. 309–380, Tafeln 1–9 (Digitalisat).
  - Fasciculus Tertius. Cacteae. In: Abhandlungen der Mathematisch-Physikalischen Classe der Königlich Bayerischen Akademie der Wissenschaften. Band 2, München 1837, S. 597–742, Tafeln I–V (Digitalisat).
  - Fasciculus Quartus. In: Abhandlungen der Mathematisch-Physikalischen Classe der Königlich Bayerischen Akademie der Wissenschaften. Band 3, München 1843, S. 219–254, Tafeln 1–7 (Digitalisat).
  - Fasciculus Quintus. In: Abhandlungen der Mathematisch-Physikalischen Classe der Königlich Bayerischen Akademie der Wissenschaften. Zweite Abtheilung. Band 4, München 1846, S. 1–35, Tafeln I–VI (Digitalisat).
- Über einige Pflanzen aus den Gattungen Agave und Fourcroya. In: Nova acta physico-medica Academiae Caesareae Leopoldino-Carolinae Naturae Curiosum. Band 16, Nr. 2, 1843, S. 659–679 (Digitalisat).
- Beiträge zur Morphologie der Coniferen. In: Abhandlungen der Mathematisch-Physikalischen Klasse der Königlich Bayerischen Akademie der Wissenschaften. Band 3, 1843, S. 751–805 (Digitalisat).
  - = München 1843 (Separatdruck).
  - On the morphology of the Coniferae. In:  Reports and papers on botany. Ray Society, London 1846, S. 1–54, 441–444 (Digitalisat) – übersetzt von George Bush.